# Bahnstrecke Aš–Adorf
| Streckennummer (DB): | sä. AAd              |                                                  |                                                  |
| Kursbuchstrecke (SŽ): | 148                  |                                                  |                                                  |
| Streckenlänge: | 25,69 km             |                                                  |                                                  |
| Spurweite: | 1435 mm (Normalspur) |                                                  |                                                  |
| Maximale Neigung: | 25 ‰                 |                                                  |                                                  |
| Streckengeschwindigkeit: | 45 km/h              |                                                  |                                                  |
| |                      |                                                  |                                                  |
| \| \| \| \| \| \| \| \| Verbindungsgleis von Bahnstrecke Cheb–Oberkotzau \| \| \| \| 0,056 \| Aš \| 645 m \| \| \| 2,023 \| Aš město \| 670 m \| \| \| 3,90 \| Aš předměstí \| Aš předměstí \| \| \| 6,30 \| Štítary \| 665 m \| \| \| 8,30 \| Podhradí \| Podhradí \| \| \| 11,793 \| Studánka \| 610 m \| \| \| 14,050 \| (Neutrassierung 1906) \| (Neutrassierung 1906) \| \| \| \| Roßbach (bis 1906) \| \| \| \| 15,655 \| Hranice v Čechách \| 590 m \| \| \| 16,870 \| Staatsgrenze Tschechien–Deutschland \| Staatsgrenze Tschechien–Deutschland \| \| \| 18,540 \| Arnsgrün \| 514 m \| \| \| 21,604 \| Freiberg (Vogtl) \| 451 m \| \| \| 23,328 \| Leubetha \| 432 m \| \| \| 23,535 \| Weiße Elster \| Weiße Elster \| \| \| \| von Plauen (Vogtl) ob Bf \| \| \| \| 25,690 \| Adorf (Vogtl) \| 444 m \| \| \| \| nach Cheb \| \| \| \| \| nach Chemnitz Hbf \| \| \| \| \| \| \| \| Eine Auflistung früherer Namen findet sich im Abschnitt „Betriebsstellen“. \| \| \| \| |                      |                                                  |                                                  |
| |                      |                                                  |                                                  |
| Abzweig ehemals geradeaus und von links |                      | Verbindungsgleis von Bahnstrecke Cheb–Oberkotzau | Verbindungsgleis von Bahnstrecke Cheb–Oberkotzau |
| Bahnhof | 0,056                | Aš                                               | 645 m                                            |
| Bahnhof | 2,023                | Aš město                                         | 670 m                                            |
| Haltepunkt / Haltestelle | 3,90                 | Aš předměstí                                     | Aš předměstí                                     |
| Haltepunkt / Haltestelle | 6,30                 | Štítary                                          | 665 m                                            |
| Haltepunkt / Haltestelle | 8,30                 | Podhradí                                         | Podhradí                                         |
| Haltepunkt / Haltestelle | 11,793               | Studánka                                         | 610 m                                            |
| Abzweig ehemals geradeaus und nach links · Strecke von rechts | 14,050               | (Neutrassierung 1906)                            | (Neutrassierung 1906)                            |
| Kopfbahnhof Streckenende (Strecke außer Betrieb) · Strecke |                      | Roßbach (bis 1906)                               | Roßbach (bis 1906)                               |
| Kopfbahnhof Strecke ab hier außer Betrieb | 15,655               | Hranice v Čechách                                | 590 m                                            |
| Grenze (Strecke außer Betrieb) | 16,870               | Staatsgrenze Tschechien–Deutschland              | Staatsgrenze Tschechien–Deutschland              |
| Haltepunkt / Haltestelle (Strecke außer Betrieb) | 18,540               | Arnsgrün                                         | 514 m                                            |
| Haltepunkt / Haltestelle (Strecke außer Betrieb) | 21,604               | Freiberg (Vogtl)                                 | 451 m                                            |
| Haltepunkt / Haltestelle (Strecke außer Betrieb) | 23,328               | Leubetha                                         | 432 m                                            |
| Brücke über Wasserlauf (Strecke außer Betrieb) | 23,535               | Weiße Elster                                     | Weiße Elster                                     |
| Abzweig ehemals geradeaus und von links |                      | von Plauen (Vogtl) ob Bf                         | von Plauen (Vogtl) ob Bf                         |
| Bahnhof | 25,690               | Adorf (Vogtl)                                    | 444 m                                            |
| Abzweig geradeaus und nach rechts |                      | nach Cheb                                        | nach Cheb                                        |
| Strecke |                      | nach Chemnitz Hbf                                | nach Chemnitz Hbf                                |
| |                      |                                                  |                                                  |
| Eine Auflistung früherer Namen findet sich im Abschnitt „Betriebsstellen“. |                      |                                                  |                                                  |

Die Bahnstrecke Aš–Adorf ist eine Nebenbahn („regionální dráha“) in Tschechien und Sachsen, die ursprünglich als staatlich garantierte Lokalbahn Asch–Roßbach erbaut wurde. Ihren Endpunkt besitzt die in Aš (Asch) beginnende Strecke heute in der Grenzstadt Hranice (Roßbach), von 1906 bis 1945 führte die Bahn weiter bis ins sächsische Adorf. Im deutschböhmischen Volksmund war die Strecke früher als Roßbacher Mockel bekannt. Zwischen Adorf und Hranice wird die ehemalige Bahnstrecke derzeit zu einem Bahntrassenradweg umgebaut.

## Geschichte
Nach dem Bau der von Hof nach Eger führenden Bahnlinie über Asch forderte auch die im Roßbacher Zipfel gelegene Textilindustrie einen Bahnanschluss. Am 21. April 1876 wurden die technischen Vorarbeiten vom österreichischen Staat genehmigt, jedoch fand sich aus finanziellen Gründen vorerst kein Betreiber für eine solche Strecke. Im Jahr 1883 bewarb sich die Österreichische Lokaleisenbahngesellschaft (ÖLEG) um die Konzession zum Bau, erhielt sie aber nicht. Der österreichische Staat bewilligte schließlich am 8. April 1884 insgesamt 280.000 Gulden ö.W., um sich am Aktienkapital der zu gründenden Aktiengesellschaft zu beteiligen. Diese finanzielle Beteiligung war an eine Vollendung der Strecke innerhalb von eineinhalb Jahren gebunden. Für eine etwaige Erweiterung der Strecke über die Landesgrenze nach Sachsen wurden zudem weitere finanzielle Mittel in Aussicht gestellt.
Am 15. Juli 1884 erhielt „Wilhelm Rzizek in Wien das Recht zum Baue und Betriebe einer als normalspurige Localbahn herzustellenden Locomotiveisenbahn von der Station Asch der königlich bayerischen Staatsbahn nach Roßbach“. Teil der Konzession war die Verpflichtung, den Bau der Strecke sofort zu beginnen und bis zum 31. Oktober 1885 zu vollenden. Die Konzessionsdauer war auf 90 Jahre festgesetzt. Das Aktienkapital der 1885 gegründeten Aktiengesellschaft Lokalbahn Asch–Rossbach betrug 600.000 Gulden in 4000 Stammaktien zu je 100 Gulden und 2000 Prioritätsaktien zu je 100 Gulden.
Am 6. Oktober 1884 begannen die Bauarbeiten an der neuen Lokalbahn. Da auf der Strecke keine größeren Kunstbauten wie Dämme oder Brücken errichtet werden mussten, konnte schon am 27. Juli 1885 der erste Zug bis Roßbach verkehren. Am 26. September 1885 wurde die neue Lokalbahn feierlich eingeweiht. Den Betrieb führten die k.k. Staatsbahnen (kkStB) für Rechnung der Eigentümer aus. Im Jahr 1900 wies der Fahrplan der Lokalbahn zwei gemischte Zugpaare mit der 2. und 3. Klasse über die Gesamtstrecke aus. Sie benötigten für die 15 Kilometer lange Strecke etwas mehr als eine Stunde. Weitere Züge verkehrten nur zwischen Asch und Asch Stadt.
Die Roßbacher Industriellen bemühten sich weiterhin um die Fortführung der Bahn nach Adorf in Sachsen. Bereits im Juni 1889 lag ein entsprechendes Projekt vor. Grundlage für den Weiterbau der Strecke nach Sachsen war ein Staatsvertrag zwischen Österreich-Ungarn und Sachsen vom 27. November 1898. Er trat mit dem Austausch der Ratifikationsurkunden am 25. Jänner 1899 in Wien in Kraft. Der Vertrag bestimmte, dass auch der sächsische Abschnitt durch die kaiserlich-königliche österreichische Eisenbahnverwaltung erbaut und betrieben werden darf. Bei einer Konzessionserteilung an ein Privatunternehmen sicherte die sächsische Regierung zu, diesem auch die Konzession in Sachsen zu erteilen. Als Sitz des Grenzzollamtes wurde Roßbach bestimmt.
Das Gesetz vom 21. December 1898 betreffend die im Jahre 1898 sicherzustellenden Bahnen niederer Ordnung umfasste auch die Erweiterung der Lokalbahn Asch-Roßbach nach Adorf. Der österreichische Staat gewährte für die Streckenerweiterung eine garantierte Verzinsung von vier Prozent des Anlagekapitals über eine Konzessionsdauer von 76 Jahren. Dieser Betrag war jedoch auf maximal 45.900 Gulden ö.W. begrenzt. Das Gesetz ermächtigte den österreichischen Staat, sämtliche noch im Streubesitz befindlichen Aktien der Lokalbahn Asch-Roßbach zu erwerben. Sollte das nicht möglich sein, war der Staat berechtigt, die Bahn gemäß den Konzessionsbestimmungen vom 15. September 1885 einzulösen und damit zu verstaatlichen. Eine Inbetriebnahme der Strecke war innerhalb von zwei Jahren vorgesehen.
Der Bau der Strecke verzögerte sich indes noch mehrere Jahre. Begründet war das vor allem in den Schwierigkeiten beim Grunderwerb. Auf die Ausschreibung der Bauleistungen gingen bis zum 26. Februar 1905 insgesamt 14 Angebote ein. Den Zuschlag erhielt die Prager Firma Zdeněk Kruliš. Sie begann im April 1905 mit den Bauarbeiten zur Verlegung des Bahnhofes Roßbach, um so die Voraussetzung für eine Weiterführung zu schaffen. Am 7. Juli 1905 wurde die Lokalbahn Asch-Roßbach gemäß dem Gesetz vom 21. Dezember 1898 endgültig verstaatlicht und in die k.k. Staatsbahnen eingegliedert. Im August 1906 war die Strecke soweit fertiggestellt, dass erste Bauzüge auf dem neu verlegten Gleis verkehren konnten. Bei einem Unfall, bei dem zwei Draisinen nahe der Landesgrenze zusammenstießen, verunglückte der Bauleiter Prokupek tödlich. Am 14. September 1906 fand die polizeilich-technische Abnahme statt, bei der keine Mängel festgestellt wurden.

Bahnhof Roßbach (um 1910)

Am 17. September 1906 wurde die neue grenzüberschreitende Verbindung mit einem Festzug eröffnet. Der planmäßige Zugverkehr begann einen Tag später, am 18. September 1906. Der erste Fahrplan verzeichnete drei durchgehende Zugpaare zwischen Asch und Adorf.
Mit Beginn des Ersten Weltkriegs im August 1914 ruhte der grenzüberschreitende Verkehr zwischen Roßbach und Adorf bis zum 18. Oktober 1914. Gleiches wiederholte sich im November 1918 für einige Tage nach Kriegsende.
Nach dem Zerfall Österreich-Ungarns im Oktober 1918 kam die Strecke zu den neu gegründeten Tschechoslowakischen Staatsbahnen (ČSD), ohne einen direkten Anschluss an deren übriges Netz zu besitzen. Das war insofern problematisch, da die nunmehrige Deutsche Reichsbahn hohe Gebühren für die etwaige Überführung von Fahrzeugen über ihre Strecke Hof–Eger in Rechnung stellte. Die ČSD führte darum fast alle Reparaturen an den eingesetzten Fahrzeugen weiterhin in Asch Stadt aus, um solche Überführungsfahrten auf ein Minimum begrenzen zu können.
Im Jahr 1930 wurden in Adorf insgesamt 800 Güterwagen an die DR übergeben. Damit lag die Verkehrsleistung der Strecke Roßbach–Adorf an letzter Stelle aller 32 grenzüberschreitenden Eisenbahnstrecken zwischen der Tschechoslowakei und Deutschland.
Am 25. Juli 1931 schlossen Deutschland und die Tschechoslowakei einen Vertrag, der die Verhältnisse aller grenzüberschreitenden Eisenbahnstrecken neu regelte. Für die Verbindung Roßbach–Adorf bestimmte der Vertrag, dass die Strecke von der Landesgrenze bis Adorf einschließlich aller ortsfesten Anlagen am 31. Dezember 1998 ohne Entgelt an das Deutsche Reich übertragen wird. Gleichzeitig wurde dem Deutschen Reich das Recht eingeräumt, auf unbestimmte Zeit den Betrieb zwischen Roßbach und der Landesgrenze zu führen.
Ab 1933 setzte die ČSD zwischen Asch und Adorf moderne Motorzüge ein, was einerseits eine deutliche Verkürzung der Fahrzeiten als auch eine signifikante Verdichtung des Fahrplanes ermöglichte. Der Winterfahrplan von 1937 verzeichnete zwischen Asch und Roßbach acht Personenzugpaare, von denen zwei weiter bis Adorf fuhren. Bis auf ein einzelnes Zugpaar am frühen Morgen wurden alle als Motorzug geführt. Die Fahrzeit in der Relation Asch–Roßbach betrug nun nur noch 30 Minuten.
Nach der Angliederung des Sudetenlandes an Deutschland zum 1. Oktober 1938 kam die Strecke zur Deutschen Reichsbahn, Reichsbahndirektion Regensburg. Im Reichskursbuch war die Verbindung nun zunächst als Kursbuchstrecke 422h und später als 422e Asch Hbf–Adorf (Vogtl) enthalten. Die RBD Regensburg ließ fortan fast alle Züge bis Adorf durchlaufen, was im sächsischen Abschnitt zu einer deutlichen Verdichtung des Fahrplanes führte. Mit dem Ausbruch des Zweiten Weltkrieges mussten die von den ČSD übernommenen Motorzüge wegen der Kontingentierung flüssiger Kraftstoffe abgestellt werden. Alle Personenzüge wurden nun wieder als Wagenzug mit Dampflokomotive gefahren. Am 15. April 1945 endete mit dem Einmarsch amerikanischer Truppen der Zugverkehr. Dabei wurde auch die Brücke über die Weiße Elster bei Adorf zerstört. Ein grenzüberschreitender Verkehr wurde anschließend nicht wieder aufgenommen. Der Abschnitt von der Staatsgrenze bis Adorf wurde in den Jahren 1946 bis 1951 abschnittsweise demontiert.
Nach dem Ende des Zweiten Weltkrieges im Mai 1945 kam die Strecke von Asch bis zur Landesgrenze wieder zu den ČSD. Ab dem 11. Juli 1945 verkehrten wieder Reisezüge der ČSD bis Rossbach. Deren erster Fahrplan von 1945 verzeichnete vier Zugpaare, die zum Teil als Motorzug gefahren wurden. Eine Zäsur war die Vertreibung der deutsch-böhmischen Bevölkerung im Einzugsgebiet der Bahn in den Jahren 1945 und 1946. Da eine Neubesiedlung mit Tschechen nur in geringem Umfang gelang, sank die erbrachte Verkehrsleistung auf einen Bruchteil des Vorkriegswertes. Infolge der Schließung von Industriebetrieben ging auch der Güterverkehr zurück.
Ab den 1950er Jahren waren die meisten Züge von und nach Cheb durchgebunden. Die Zahl der Reisezugpaare stieg trotz des geringen Bedarfs im Laufe der Jahre wieder auf die Vorkriegswerte. Im Jahresfahrplan 1990/91 waren schließlich acht Reisezugpaare verzeichnet, die sämtlich von und nach Cheb durchgebunden wurden. Dazu kamen weitere, die nur bis Aš město verkehrten.
Am 1. Januar 1993 ging die Strecke im Zuge der Trennung der ČSSR in Slowakei und Tschechien an die neu gegründeten České dráhy (ČD) über. Seit 2003 gehört sie zum Netz des staatlichen Infrastrukturbetreibers Správa železniční dopravní cesty (SŽDC).
Mitte der 1990er Jahre wurde der Betrieb der Strecke zwischen Aš město und Hranice mangels hinreichender Auslastung zunehmend in Frage gestellt. Im Jahr 1998 war der Personenverkehr für ein Jahr zwischen Aš město und Hranice sogar ganz eingestellt. Nur auf Initiative des Okres Cheb und der Anliegergemeinden nahmen die ČD den Reiseverkehr mit einem täglichen Zugpaar wieder auf. Bis Aš město verkehren Reisezüge hingegen im angenäherten Zweistundentakt. Bis zur Wiederinbetriebnahme des Grenzüberganges Aš/Selb-Plößberg für den Reiseverkehr im Dezember 2015 waren alle Fahrten von und nach Cheb durchgebunden. Seitdem besteht in Aš jeweils Anschluss an die Züge der Linie OPB2 (Marktredwitz–Cheb–Hof Hbf) der Oberpfalzbahn.

## Streckenbeschreibung

### Verlauf
Ihren Beginn hat die Bahnstrecke Aš–Adorf auf der Nordseite des Bahnhofes Aš, der sich südlich, weit außerhalb des eigentlichen Stadtzentrums von Aš befindet. Unmittelbar nach der Bahnhofsausfahrt steigt das Gleis stetig an, um dann westlich der Stadt Aš die Wasserscheide zwischen Eger und Weißer Elster zu überqueren. Dort befindet sich auch der höchste Punkt der Strecke. Bis Hranice führt die Strecke ohne größere Neigungen nordwärts über die welligen Hochflächen des Elstergebirges. Von Hranice folgt die heute aufgegebene Trasse stark fallend dem Tetterweinbach. Kurz vor dem Bahnhof Adorf (Vogtl) überquerte die Strecke die Weiße Elster.

### Betriebsstellen
Aš ⊙

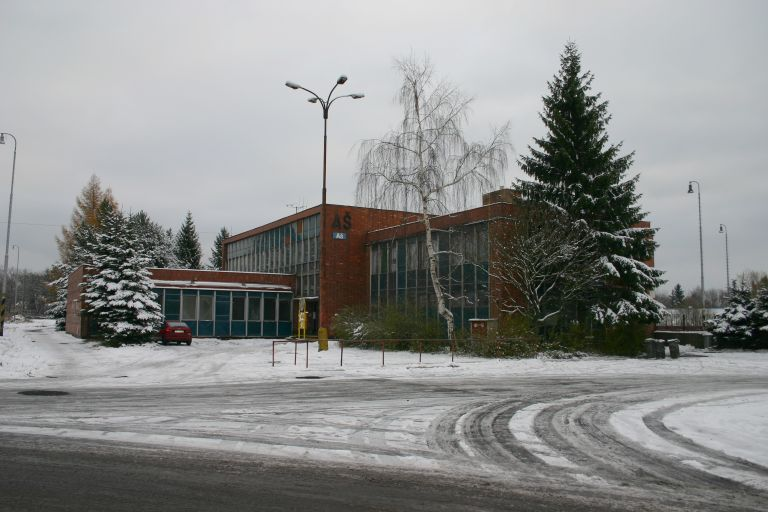
Bahnhof Aš (2005)

Der Bahnhof Aš (früher Asch) wurde 1865 zusammen mit der Bahnstrecke Cheb–Oberkotzau durch die bayrische Staatsbahn eröffnet. Beim Bau der Lokalbahn wurde nördlich des Staatsbahnhofs durch die Lokalbahngesellschaft eine kleine eigene Station Asch Anschlußbahnhof eingerichtet. Ein kurzes Verbindungsgleis verband die beiden Bahnhöfe. Nach der Angliederung des Sudetenlandes an Deutschland im Herbst 1938 wurden beide Bahnhöfe administrativ vereinigt und als Asch Hbf geführt.
Am Ende des Zweiten Weltkriegs wurde das imposante Empfangsgebäude des Staatsbahnhofs durch Plünderungen beschädigt. Im Dezember 1968 gesprengt, wurde es bis 1970 durch einen repräsentativen Neubau ersetzt. Der Anschlussbahnhof der Lokalbahn wurde in dem Zusammenhang so umgebaut, dass seitdem direkte Zugfahrten in und aus Richtung Cheb möglich sind.
Aš město ⊙
Der Bahnhof Aš město (früher Asch Stadt) war das betriebliche Zentrum der Lokalbahn, hier befand sich auch die Lokstation der Strecke. Auch die Triebwagen waren hier stationiert. Nach dem Zweiten Weltkrieg war die Strecke kein Inselbetrieb mehr und die Lokstation mit einem vierständigen Heizhaus wurde zu Beginn der 1950er-Jahre aufgelöst. Fortan übernahm das Bahnbetriebswerk Cheb den Maschineneinsatz.
Podhradí ⊙
Der Haltestelle Podhradí (früher Neuberg) lag circa zwei Kilometer von der namensgebenden Ortschaft Podhradí u Aše entfernt. In unmittelbarer Nähe zur Station, die nur aus einem Bahnsteig am durchgehenden Hauptgleis besteht, befindet sich lediglich der kleine Ortsteil Elfhausen. Die ursprünglich hölzerne Wartehalle wurde mittlerweile durch eine massive ersetzt.
Hranice v Čechách ⊙

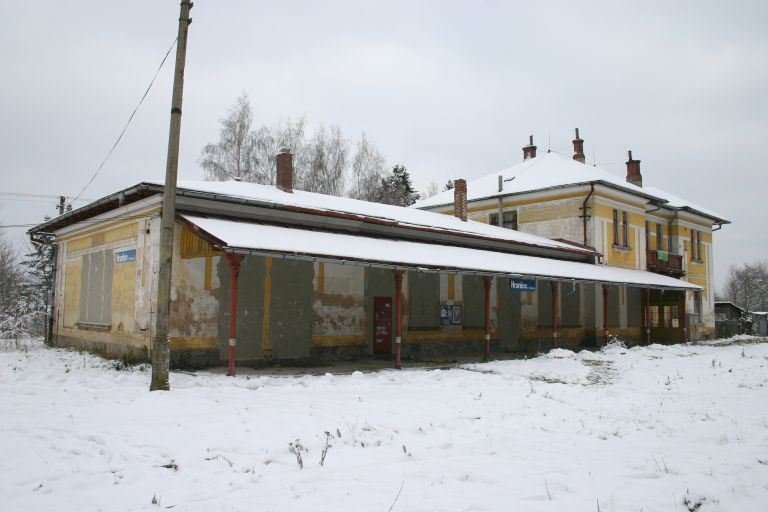
Bahnhof Hranice v Čechách (2005)

Der Bahnhof Hranice v Čechách (früher Roßbach) war neben dem Bahnhof Aš město die bedeutendste Zwischenstation der Strecke. An das einstöckige Aufnahmsgebäude war das zweistöckige Zollamt angebaut, als weitere Hochbauten besaß der Bahnhof einen Güterschuppen mit angebauter Rampe, ein Bahnarbeiterhaus und einen Viehschuppen. Auch war im Bahnhof, der um 1930 neun Gleise mit elf Weichen besaß, die Drehscheibe des alten Roßbacher Bahnhofs wieder aufgebaut worden.
Im September 2014 wurde das leerstehende, schon länger ungenutzte Aufnahmsgebäude des Bahnhofs von SŽDC abgerissen und durch ein Wartehäuschen aus Beton mit Fahrradständer ersetzt.
Arnsgrün ⊙

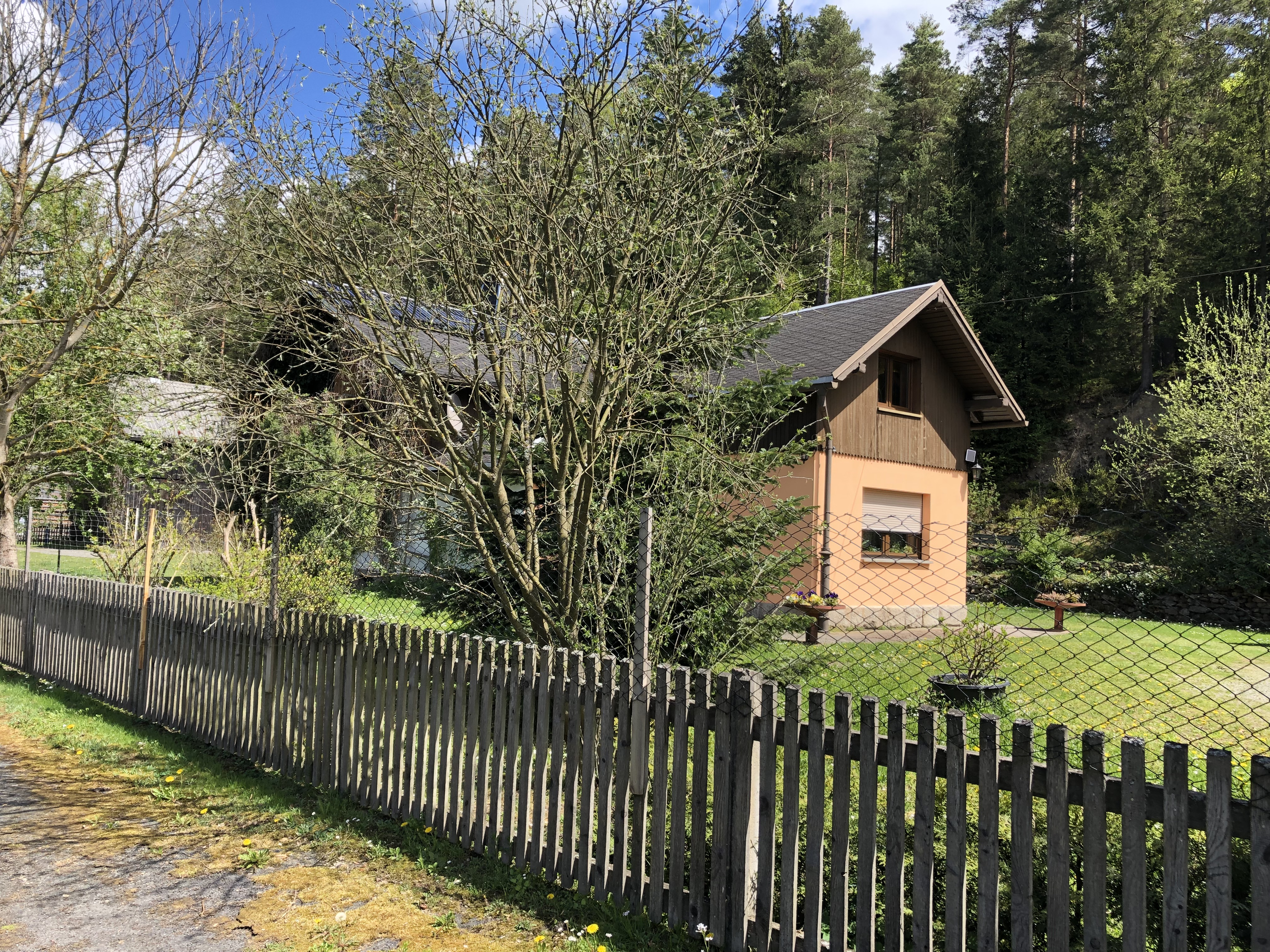
Haltepunkt Arnsgrün (2019)

Die Haltestelle Arnsgrün diente vor allem der Holzverladung, deswegen schloss sich an das Ladegleis ein längeres Stumpfgleis mit einer großen Seitenladerampe an. Ein Güterschuppen war nicht vorhanden, das einfache Empfangsgebäude war ein österreichischer Typenbau.
 Freiberg (Vogtl) ⊙
Die Haltestelle Freiberg (Vogtl) war ähnlich wie die Haltestelle Arnsgrün aufgebaut, allerdings war hier auch ein Güterschuppen vorhanden. Zusätzlich stand auf der Ladestraße ein privater Lagerschuppen. Das Empfangsgebäude war wie in Arnsgrün ein einfacher Typenbau.
Leubetha ⊙
Da alle Züge nach Adorf vor der Straße Oelsnitz–Adorf anhalten mussten und auch in Gegenrichtung die Straße nur mit verminderter Geschwindigkeit gekreuzt werden durfte, wurde am Streckenkilometer 23,31 ein einfacher Haltepunkt für die Ortschaft Leubetha eingerichtet.
Adorf (Vogtl) ⊙
Adorf erhielt 1865 mit der Eröffnung der Strecke von Herlasgrün über Oelsnitz und Adorf bis nach Eger (heute Cheb) einen Eisenbahnanschluss, zehn Jahre später wurde die Bahnstrecke Chemnitz–Adorf eingebunden.
Mit der Eröffnung der Roßbacher Strecke fanden kaum Erweiterungen statt, die Lokalbahngesellschaft erhielt zwei Gleise zugeteilt und durfte die restlichen Gleisanlagen der Königlich Sächsischen Staatseisenbahnen gegen Bezahlung mit nutzen. Die Gesellschaft errichtete einen Wasserkran und eine Wartehalle.
| 1913                    | 1921                                       | 1944             | 1946          | 1959              |
| Asch Anschlußstation    | Aš připojní stanice / Asch Anschlußstation | Asch Hbf         | Aš v Čechách  | Aš                |
| Asch Stadt              | Aš město / Asch Stadt                      | Asch Stadt       | Aš město      | Aš město          |
| Asch Hoferstraße        | Aš Hofska ulice / Asch Hoferstraße         | Asch Bayernstr   | Aš nákladiště | Aš předměstí      |
| Schönbach bei Asch      | Schönbach u Aše / Schönbach bei Asch       | Schildern        | Štítary       | Krasná u Aše      |
| Neuberg H               | Neuberg                                    | Steinpöhl        | Neuberg       | Podhradí          |
| Thonbrunn-Friedersreuth | Thonbrunn-Friedersreuth                    | Thonbrunn        | Thonbrunn     | Studánka          |
| Roßbach                 | Rossbach                                   | Roßbach (b Asch) | Rossbach      | Hranice v Čechách |

## Fahrzeugeinsatz

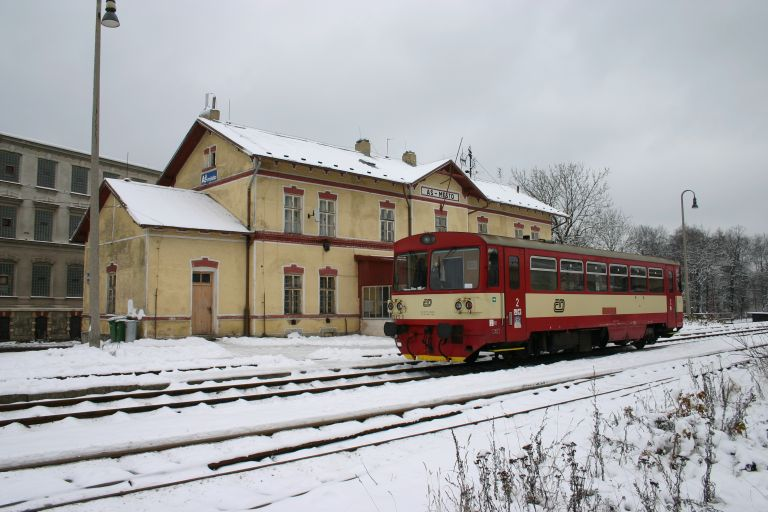
Triebwagen der Baureihe 810 in Aš město (2005)

Die den Betrieb führenden kkStB beschafften 1906 für die neu eröffnete Strecke Rossbach–Adorf die 97.243.
Anfangs kamen vor allem auch die Lokomotiven der kkStB-Reihe 99 (ČSD-Baureihe 320.0) vor allen Zügen auf der Lokalbahn zum Einsatz. Die ČSD setzte in den 1920er Jahren dann auch die schwächere Bauart kkStB 97 (ČSD-Baureihe 310.0) vor den Zügen ein, obwohl diese Lokomotiven auf den 25-Promille-Abschnitten oft mit den angehängten Zugmassen überfordert waren.
Ab 1933 wurden Reisezüge mit den Turmtriebwagen der Baureihe M 120.4 gefahren, die von der DR als VT 136 071 bis 115 übernommen und bis Herbst 1939 weiter verwendet wurden. Während des Zweiten Weltkriegs setzte die RBD Regensburg wieder die Lokomotiven der österreichischen Reihe 99 ein, die bei der DR als Baureihe 98.13 eingeordnet waren.
Nach dem Zweiten Weltkrieg wurden die mittlerweile überalterten Turmtriebwagen von der neu in Dienst gestellten Baureihe M 131.1 verdrängt. In jüngerer Zeit kamen im Reisezugverkehr die ab Ende der 1970er Jahre in Dienst gestellten Triebwagen der Baureihe 810 (ČSD-Baureihe M 152.0) bzw. deren modernisierte Variante Baureihe 814 „RegioNova“ auf ganzer Strecke zum Einsatz. Seit 2014 verkehren auch die modernen niederflurigen Triebzüge der ČD-Baureihe 844 „Regioshark“, die früher bis Hranice v Čechách verkehrten. Diese verkehren heute laut Fahrplan jedoch nur zwischen Cheb und Aš město.